# Zitzengallenfliege
Die Zitzengallen- oder Pilzgallenfliege (Agathomyia wankowiczii) ist eine Fliegenart aus der Gattung Agathomyia in der Familie der Tummelfliegen (Platypezidae). Sie ist bekannt für die Bildung von zitzenförmigen Gallen an der Unterseite des Flachen Lackporlings (Ganoderma applanatum), eines Porenpilzes.

## Merkmale
Die Zitzengallenfliegen sind Fliegen mit einer Körpergröße von 4,3 Millimetern bei den Männchen und 4,7 bis 5,0 Millimetern bei den Weibchen. Sie weisen einen Geschlechtsdimorphismus auf, wobei die Männchen etwas dunkler sind als die Weibchen und größere Komplexaugen haben, die sich zentral berühren. Der Kopf ist mit einer schwarz-grauen Färbung deutlich dunkler als Brust und Hinterleib. Die Augen sind vor allem im unteren Drittel rötlich-braun, die Antennen gelb, wobei das dritte Antennensegment deutlich größer als die ersten beiden ist und eine fadenförmige Geißel trägt. Die Beborstung der Antenne ist wie die des gesamten Kopfes schwarz, gelb sind hingegen Labium und Palpus.
Der Brustabschnitt ist auf der Rückenseite leicht aufgewölbt und bildet einen Buckel. Er ist gelb-orange gefärbt, wobei die Seitenflächen (Pleuren) deutlich heller sind; die Beborstung ist braun bis schwarz.
Die Flügel sind durchsichtig gelb und von einer charakteristischen, braunen Flügeladerung durchzogen. Eine der Flügelzellen ist deutlich verdunkelt. Die Haltere ist orange. Auch die Beine sind gelb-orange mit einer hellgelben und braunen Fleckung. Der Oberschenkel (Femur) der Vorderbeine besitzt eine lange Borste, die ein Viertel der Länge des Unterschenkels (Tibia) beträgt. Diese sind bei allen Beinen leicht gebogen und ebenfalls mit mehreren deutlich erkennbaren Borsten ausgestattet. Männchen und Weibchen unterscheiden sich durch die Länge und Ausstattung dieser Borsten. Die Fußglieder (Tarsen) des letzten Beinpaares sind wie bei anderen Tummelfliegen verbreitert.
Die ersten sechs Segmente des Hinterleibs sind wie der Thorax gelb-orange, die Segmente vor den Genitalien deutlich dunkler bis schwarz. Die männlichen Genitalien sind braun-gelb und werden unter den Hinterleib eingeschlagen, die Weibchen besitzen einen gelben Eiablageapparat (Ovipositor).

## Verbreitung und Lebensraum
Die Verbreitung der Zitzengallenfliege ist durch die Abhängigkeit vom Wirtspilz gekoppelt mit der Verbreitung des Flachen Lackporlings und beschränkt sich entsprechend auf Laub- und Laubmischwälder. Obwohl der Flache Lackporling auch in den gemäßigten Zonen Nordamerikas vorkommt, ist die Verbreitung der Fliegen auf Europa sowie Nordasien beschränkt. Dabei reicht das Verbreitungsgebiet von den Niederlanden über Deutschland, Dänemark, Schweden, Österreich und die Schweiz, Polen, Ungarn und Tschechien bis in den Balkan. Im Gebiet der ehemaligen Sowjetunion sind Funde sowohl im europäischen Teil (Moskau, Sankt Petersburg) als auch im Amurgebiet in Asien belegt. Weil die Fliegen erst in den letzten 50 Jahren in den westlichen Niederlanden und in Belgien auftauchten wird eine Vergrößerung des Verbreitungsgebietes in den Westen angenommen. In Großbritannien gibt es bislang erst sechs Funde von Zitzengallen, eine natürliche Verbreitung liegt dort also wahrscheinlich nicht vor.
In Mittel- und Osteuropa ist die Zitzengallenfliege in Gebieten mit dem Flachen Lackporling relativ häufig anzutreffen, besonders zur Anflugzeit auf die Pilze und in deren direkter Umgebung. Aus anderen Gebieten liegen häufig nur Einzelfunde oder indirekte Nachweise durch Pilzgallen vor.

## Lebensweise

### Larvalentwicklung
Die Larvalentwicklung der Fliegen erfolgt in tropfenförmigen Gallen an der Unterseite des Flachen Lackporlings, der mehrjährige Fruchtkörper ausbildet. Es hat sich dabei herausgestellt, dass sich die Larven dieser Art ausschließlich von diesem Pilz ernähren (Monophagie).
Der Anflug auf die Pilze und die Eiablage beginnen im Frühsommer und dauern etwa vier Wochen an. Die Weibchen finden die Pilze wahrscheinlich optisch vor allem durch die weißen Wülste aus frischem Mycel, die sich zu dieser Zeit bei den Pilzen ausbilden. Diese Theorie wird von der Beobachtung untermauert, dass der Anflug immer auf diese Wülste gerichtet ist und sich die Weibchen dort absetzen. Entsprechend werden nur solche Pilze ausgewählt, deren Myzelaufbau in die Zeit der Eireife bei den Fliegenweibchen fällt. Wie die Fliegen den Flachen Lackporling von anderen ähnlichen Arten mit gleichem Myzelaufbau unterscheiden, ist bislang nicht geklärt; wahrscheinlich spielen hier chemische Reize eine Rolle.
Die sich entwickelnden Larven sind asselförmig, breit abgeflacht und mit Borsten bestückt. Sie sind durch die sehr dünne Chitinhülle des Körpers weiß mit einer braunen Bänderung an den Segmentgrenzen, werden maximal fünf bis sechs Millimeter lang und ernähren sich vom Pilzmyzel der Gallenschicht. Die Entwicklungsdauer vom Ei bis zur Puppe beträgt zwischen 34 und 75 Tagen, wobei drei Larvenstadien ausgebildet werden. Eine synchrone Larvalentwicklung gibt es nicht, es gibt also immer Larven mehrerer Stadien im Pilz. Von Juli bis August lassen sich die Larven der ersten Jahresgeneration durch ein an der Unterseite der Gallen gebildetes Loch zu Boden fallen und vergraben sich dort zur Verpuppung, die zwischen vier und 17 Tage andauert. Allerdings bilden nur etwa 10 Prozent dieser Puppen eine neue Generation aus, der Rest verfällt in eine Dormanz und überwintert im Boden. Die zweite Larvengeneration entwickelt sich vom späten August bis in den Oktober.

### Gallenbildung

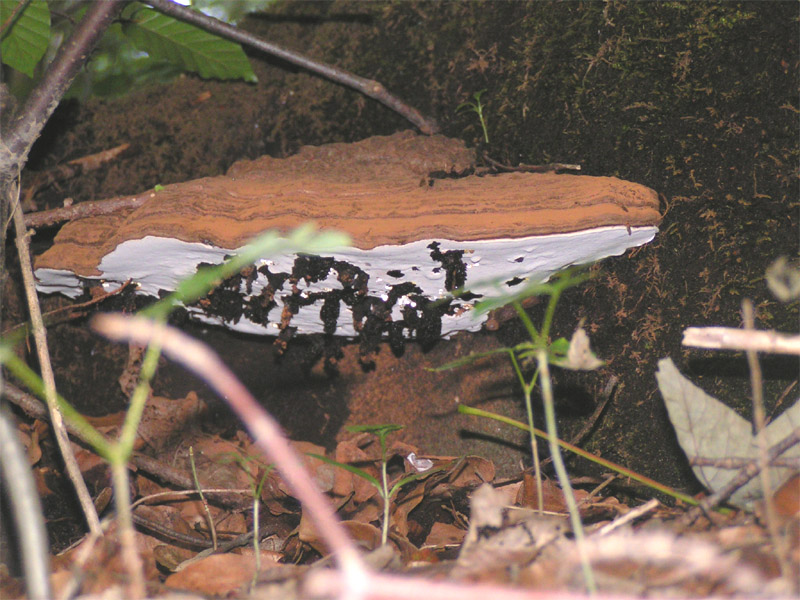
Flacher Lackporling mit Zitzengallen

Die Bildung von Gallen an Pilzen ist untypisch; in Mitteleuropa ist der Flache Lackporling die einzige dadurch charakterisierte Pilzart. Die Gallenbildung wird durch die Eiablage des Weibchens induziert, wobei die genaue Ursache bislang ungeklärt ist. Etwa eine Woche nach der Eiablage schließt der Pilz an der betroffenen Stelle seine Poren und bildet aus der Trama eine linsenförmige Galle aus. Die Röhrenschicht, die die Sporen des Pilzes enthält, wird an dieser Stelle vom Gallgewebe verschlossen, bei großflächiger Gallenbildung unterbleibt die Sporulation vollständig. Unterhalb der Galle entwickelt der Pilz eine harte Abschlussschicht aus Chitin, die etwa 0,2 Millimeter dick wird. Nachdem die Larven die Gallen im Herbst verlassen haben, werden die Gallenhohlräume wieder mit Pilzmaterial gefüllt, und unterhalb der Gallen bildet sich die nächste Röhrenschicht für das folgende Jahr. Auf diese Weise kann man in alten Konsolen mehrere Gallengenerationen nachweisen, eine Zählung ergab bis zu 600 Gallen an einem Pilz über mehrere Jahre.

### Konkurrenten und Feinde
Pilzmyzelien stellen für eine ganze Reihe von Insektenarten die Hauptnahrungsquelle dar (Mycetophagie), entsprechend gibt es viele Nahrungskonkurrenten. Es handelt sich vor allem um die Larven und ausgewachsenen Individuen (Imagines) verschiedener Käfer, insbesondere der Schwammkäfer (Ciidae), vor allem Cis nitidus. Hinzu kommen die Larven von verschiedenen Mottenarten sowie weitere Fliegen- und Mückenlarven. Besonders die Konkurrenz mit den Larven der Echten Motte Morophagus boleti, die die Basis der Gallen befressen, führt nach den Erkenntnissen von Walter Rühm und G. Strübing häufig zum Absterben der Larven der Zitzengallenfliegen. Insgesamt wird der Konkurrenzdruck allerdings als eher gering beurteilt.
Räuber, die die Larven in den Gallen jagen, sind nicht bekannt. Es kann davon ausgegangen werden, dass verschiedene Insekten der Bodenfauna, etwa Laufkäfer (Carabidae) oder Ameisen (Formicidae) die Puppen im Boden fressen. Die adulten Fliegen werden wie andere Kleininsekten auch von größeren insektenfressenden Tieren wie Webspinnen, Käfern oder anderen Fliegen erbeutet. Auch spezifische Parasitoide sind nicht bekannt.

## Taxonomie
Die erste Erwähnung der Zitzengallenfliege als Agathomyia wankowiczii stammt von Johann Andreas Schnabl aus dem Jahr 1884, der das Weibchen dieser Art als Callomyia wankowiczii beschrieb. 1903 wurde das Taxon von Mario Bezzi als Synonym der Art Agathomyia aurantiaca in die Gattung Agathomyia überstellt. 1904 beschrieb Leander Czerny das Männchen der Art und stellte die Eigenständigkeit gegenüber A. aurantiaca wieder her. Eine umfassende Beschreibung der Tiere erfolgte 1960 durch Willi Hennig.
Obwohl die Zitzengallen des Lackporlings bereits lange bekannt sind, konnte der Zusammenhang zwischen ihnen und den Fliegen allerdings erst 1962 durch H. Weidner und F. Schremmer unter Mitarbeit von Hennig aufgedeckt werden, da zur Zuordnung der bis dahin keiner Art zuzuordnenden Larven zu den Fliegen eine Durchzüchtung bis zur Imago der Fliegen notwendig war.

## Belege
1. 1 2  Irmgard Eisfelder, Kurt Herschel: Agathomyia wankowiczi Schnabl, die Zitzengallenfliege aus Ganoderma applanatum. In: Westfälische Pilzbriefe. Band 6, 1967, S. 5–10. Digitalisat
2. ↑  H. Weidner, F. Schremmer: Zur Erforschungsgeschichte, zur Morphologie und Biologie der Larve von Agathomyia wankowieczi Schnabl, eine an Baumpilzen Gallen erzeugende Dipterenlarve. In: Ent. zool. Mus. Hamburg 1962 2, 1962, S. 355–366.